# توماس رویدز
توماس رویدز (انگلیسی: Thomas Royds؛ ۱۱ آوریل ۱۸۸۴ – ۱ مه ۱۹۵۵) یک فیزیک‌دان خورشیدی اهل انگلستان بود. پژوهش‌های او با ارنست رادرفورد دربارهٔ واپاشی آلفا در هسته اتم هلیوم بود. توماس رویدز در سال ۱۹۰۹ میلادی به همراه ارنست رادرفورد نشان دادند که ذرات آلفا به شکلی مضاعف اتم‌های هلیوم را یونیزه می‌کند.